# Magriser
 (septembre 2022).
Magriser est une entreprise panafricaine spécialisée en production, distribution et installation de systèmes de micro-irrigation.  Elle fournit des solutions d’irrigation de précision et de gestion d’eau pour les cultures maraîchères, saisonnières ainsi que des applications hydroponiques. Depuis 2018, la société est aussi active dans les systèmes de pompages photovoltaïques.
Elle est notamment connue[réf. nécessaire] pour avoir introduit les systèmes de micro-irrigations au Maroc en 1986 et avoir activement participer à leur démocratisation[réf. nécessaire].  
En 2020, le fonds d’investissement français Amethis annonce l’acquisition d’une part majoritaire de Magriser, valorisant la société a environ 250 millions de dirhams.
La société dispose de trois filiales, ESCOD, Riego Centre, et Magriser Africa, basées respectivement à Casablanca et Dakar.  

## Historique
Fondée en 1986, la société dont le nom est le diminutif de Serres du Maghreb, est initialement spécialisée en installation de serres agricoles.
La société introduit les premiers systèmes de micro-irrigation à Agadir, dans le sud du Maroc en 1988.
L’activité de MagriserS.A est significativement dynamisée par le lancement du Plan Maroc Vert en 2010.
En 2019, Magriser S.A se lance sur le marché subsaharien, à travers l’ouverture d’une filiale sénégalaise, Magriser Africa.

## Chronologie
- 1986 : création de la société Magriser[8] SARL, spécialisée dans l’installation de serres agricoles.
- 1988 : introduction des systèmes d’irrigation au Maroc.
- 2010 : lancement du Plan Maroc Vert.
- 2014 : création d’une nouvelle division chargée des études et de l’installation des projets d’irrigation.
- 2015 : prix du meilleur exposant au Salon international d’Agriculture de Meknès[9].
- 2018 : premier projet de la société sur le marché africain en Guinée Conakry.
- 2020 : ouverture de Magriser Africa[10],  filiale[11] basée à Dakar (Sénégal).
- 2021 : Magriser[12] lance l’activité de production de matériel d’irrigation[13], le fonds d’investissement[14] Amethis rejoint l’actionnariat du groupe[15],[16].